# أحسان خاندوزي
إحسان خاندوزي (إحسان خاندوزي؛ من مواليد عام 1980 في جرجان) هو اقتصادي وسياسي إيراني، شغل منصب وزير الشؤون الاقتصادية والمالية في حكومة إبراهيم رئيسي بين عامي 2021 و2024.

## النشأة والتعليم
وُلد خاندوزي في جرجان عام 1980 لعائلة متدينة. بدأ في عام 1998 دراسة العلوم الإسلامية والاقتصاد في جامعة الإمام الصادق. حصل على درجة الدكتوراه في الاقتصاد من الجامعة الإسلامية الحرة.

## المسيرة المهنية
شغل خاندوزي منصب رئيس البسيج. وفي عام 2013، عُيّن مديرًا للشؤون الاقتصادية في مركز الأبحاث التابع لمجلس الشورى الإسلامي. ومنذ عام 2014 بدأ التدريس في جامعة علامه طباطبائي. اُنتخب نائبًا في مجلس الشورى الإسلامي عام 2020 عن دائرة طهران، ضمن الدورة الحادية عشرة، وشارك في عدة لجان اقتصادية. رُشح لمنصب وزير الشؤون الاقتصادية والمالية في حكومة إبراهيم رئيسي، ونال ثقة مجلس الشورى الإسلامي في 25 أغسطس 2021. حيث حصل على 254 صوتًا مؤيدًا.

### الأعمال
نشر خاندوزي عددًا من المقالات وثلاثة كتب، من بينها كتاب المدينة العادلة: مدخل إلى نظرية العدالة الاقتصادية في القرآن.